# Mohammad Reza Chalatbari
Mohammad Reza Chalatbari (pers. محمدرضا خلعتبری; ur. 14 września 1983 w Ramsarze) – irański piłkarz występujący na pozycji ofensywnego pomocnika lub napastnika w drużynie Padideh FC.

## Kariera piłkarska
Mohammad Reza Chalatbari jest wychowankiem klubu Szamuszak. Potem przeszedł do zespołu Abu Moslem Meszhed, gdzie doszedł do finału Pucharu Hafzi. Od 2006 gra w barwach drużyny Zob Ahan. W sezonie 2008/2009 zajął ze swoim klubem drugie miejsce w lidze irańskiej – Pucharze Zatoki Perskiej, a także zwyciężył w Pucharze Hafzi w 2009 roku. Następnie grał w takich klubach jak: Al-Gharafa. Al Wasl. Sepahan Isfahan, Ajman, Persepolis, ponownie Sepahan Isfahan, Gostaresz Fulad i Saipa Karadż. W 2017 przeszedł do klubu Padideh FC.
Mohammad Reza Chalatbari w 2008 zadebiutował w reprezentacji Iranu. W 2011 został powołany do kadry narodowej na Puchar Azji. Jego drużyna zajęła pierwsze miejsce w grupie i odpadła w ćwierćfinale z Koreą Południową. W 2008 zwyciężył w turnieju o Puchar Azji Zachodniej.

### Sukcesy

#### Abu Moslem
- Finalista
  - Puchar Hazfi: 2005

#### Zob Ahan
- Zwycięstwo
  - Puchar Hazfi: 2009
- Drugie miejsce
  - Puchar Zatoki Perskiej: 2009
  - Azjatycka Liga Mistrzów: 2010

#### Reprezentacja Iranu
- Zwycięstwo
  - Puchar Azji Zachodniej: 2008